# Ânderson Polga
Ânderson Corrêa Polga, chiamato solitamente Ânderson Polga o solo Polga (Porto Alegre, 9 febbraio 1979), è un ex calciatore brasiliano,di ruolo difensore. È stato Campione del mondo con la nazionale brasiliana nel 2002.

## Carriera

### Club
Ha cominciato la sua carriera nelle giovanili del Grêmio, una delle due importanti squadre portoalegrensi (l'altra è l'Internacional). Debutta in prima squadra nel 1999; nelle successive quattro stagioni gioca più di 80 partite e aiuta i nero-bianco-azzurri a vincere nel 2001 il Campeonato Gaúcho di Rio Grande do Sul (33ªvittoria del Grêmio) e la Coppa del Brasile (quarta vittoria).
Dopo il Mondiale del 2002 attira su di sé le attenzioni dei grandi club europei, ma soltanto nell'estate 2003 viene acquistato dai portoghesi dello Sporting. Con la squadra di Lisbona vince due coppe nazionali e due supercoppe di Portogallo.

### Nazionale
È stato convocato per la prima volta nella Nazionale maggiore a 23 anni, nel 2002, in un match contro la Bolivia. Solo qualche mese più tardi viene convocato da Scolari per il campionato del mondo 2002 in Corea e Giappone. Anderson gioca due partite da titolare. Nella finale di Yokohama il Brasile batte la Germania per 2-0 laureandosi campione del mondo.

## Statistiche

### Cronologia presenze e reti in Nazionale
| Cronologia completa delle presenze e delle reti in nazionale ― Brasile | Cronologia completa delle presenze e delle reti in nazionale ― Brasile | Cronologia completa delle presenze e delle reti in nazionale ― Brasile | Cronologia completa delle presenze e delle reti in nazionale ― Brasile | Cronologia completa delle presenze e delle reti in nazionale ― Brasile | Cronologia completa delle presenze e delle reti in nazionale ― Brasile | Cronologia completa delle presenze e delle reti in nazionale ― Brasile | Cronologia completa delle presenze e delle reti in nazionale ― Brasile |
| Data                                                                   | Città                                                                  | In casa                                                                | Risultato                                                              | Ospiti                                                                 | Competizione                                                           | Reti                                                                   | Note                                                                   |
| ---------------------------------------------------------------------- | ---------------------------------------------------------------------- | ---------------------------------------------------------------------- | ---------------------------------------------------------------------- | ---------------------------------------------------------------------- | ---------------------------------------------------------------------- | ---------------------------------------------------------------------- | ---------------------------------------------------------------------- |
| 31-1-2002                                                              | Goiânia                                                                | Brasile                                                                | 6 – 0                                                                  | Bolivia                                                                | Amichevole                                                             | 1                                                                      |                                                                        |
| 6-2-2002                                                               | Riyad                                                                  | Arabia Saudita                                                         | 0 – 1                                                                  | Brasile                                                                | Amichevole                                                             | -                                                                      |                                                                        |
| 7-3-2002                                                               | Cuiabá                                                                 | Brasile                                                                | 6 – 1                                                                  | Islanda                                                                | Amichevole                                                             | 2                                                                      |                                                                        |
| 27-3-2002                                                              | Fortaleza                                                              | Brasile                                                                | 1 – 0                                                                  | Jugoslavia                                                             | Amichevole                                                             | -                                                                      | 46’                                                                    |
| 17-4-2002                                                              | Lisbona                                                                | Portogallo                                                             | 1 – 1                                                                  | Brasile                                                                | Amichevole                                                             | -                                                                      | 62’                                                                    |
| 25-5-2002                                                              | Kuala Lumpur                                                           | Malaysia                                                               | 0 – 4                                                                  | Brasile                                                                | Amichevole                                                             | -                                                                      | 74’                                                                    |
| 8-6-2002                                                               | Seogwipo                                                               | Brasile                                                                | 4 – 0                                                                  | Cina                                                                   | Mondiali 2002 - 1º turno                                               | -                                                                      |                                                                        |
| 13-6-2002                                                              | Suwon                                                                  | Costa Rica                                                             | 2 – 5                                                                  | Brasile                                                                | Mondiali 2002 - 1º turno                                               | -                                                                      |                                                                        |
| 21-8-2002                                                              | Fortaleza                                                              | Brasile                                                                | 0 – 1                                                                  | Paraguay                                                               | Amichevole                                                             | -                                                                      |                                                                        |
| 12-2-2003                                                              | Canton                                                                 | Cina                                                                   | 0 – 0                                                                  | Brasile                                                                | Amichevole                                                             | -                                                                      |                                                                        |
| 30-4-2003                                                              | Guadalajara                                                            | Messico                                                                | 0 – 0                                                                  | Brasile                                                                | Amichevole                                                             | -                                                                      | 27’ 46’                                                                |
| Totale                                                                 |                                                                        | Presenze                                                               | 11                                                                     |                                                                        | Reti                                                                   | 3                                                                      |                                                                        |

## Palmarès

### Club

#### Competizioni statali
- Campionato Gaúcho: 2

Grêmio: 1999, 2001
- Copa Sul: 1

Grêmio: 1999

#### Competizioni nazionali
- Coppa del Brasile: 1

Grêmio: 2001
- Coppa del Portogallo: 2

Sporting Lisbona: 2006-2007, 2007-2008
- Supercoppa di Portogallo: 2

Sporting Lisbona: 2007, 2008

#### Competizioni internazionali
- Coppa del mondo per club: 1

Corinthians: 2012

### Nazionale
- Campionato mondiale: 1

Corea del Sud-Giappone 2002